# HanseYachts
HanseYachts AG est un fabricant de yachts allemand basé dans la ville de Greifswald (mer Baltique). La société est l'un des plus grands fabricants mondiaux de voiliers d'une longueur de 29 pieds (environ 9 mètres) à 67 pieds (20,42 mètres). La société propose des voiliers monocoques sous les marques Hanse, Dehler et Moody. Les bateaux à moteur sont vendus sous les marques Fjord et Sealine. HanseYachts collabore avec les designers de yachts Patrick Banfield, Berret-Racoupeau, Bill Dixon et Judel/Vrolijk & Co.
Les produits et marques du groupe sont innovants, établis sur le marché et ont une longue histoire. Différents types de yachts sont proposés sous chaque marque. L'expansion constante du portefeuille de produits fait partie de la stratégie multi-marques du groupe, et l'ensemble du portefeuille de produits comprend désormais 40 modèles différents. Les yachts sont vendus par des concessionnaires autorisés et les propres sociétés de vente du groupe. Les propres sociétés de vente du groupe sont situées en Allemagne et aux États-Unis. Les produits du groupe sont vendus par un réseau mondial d'environ 230 concessionnaires. Tous les bateaux sont fabriqués exclusivement sur la base de commandes fermes des clients.

## Historique

### Création
En 1990, le yachtman et gagnant du Admiral's Cup de 1985, Michael Schmidt, a repris un vieux chantier naval dans la ville de Greifswald (mer Baltique). À l’été 1993, il a acheté les droits et les formes de l’Aphrodite 291 du constructeur suédois Carl Baier. Sur cette base, il a construit son premier modèle - le Hanse 291. Déjà la même année, il a présenté le Hanse 291 au Salon nautique de Hambourg pour un prix de combat (44 444 Deutsche Mark) et a eu du succès immédiatement. En 1999, la coopération avec les architectes navals Judel/Vrolijk & Co commençait. Le premier modèle construit par Judel/Vrolijk, le Hanse 371, était distingué comme "European Yacht of the Year 1999".

## Modèles

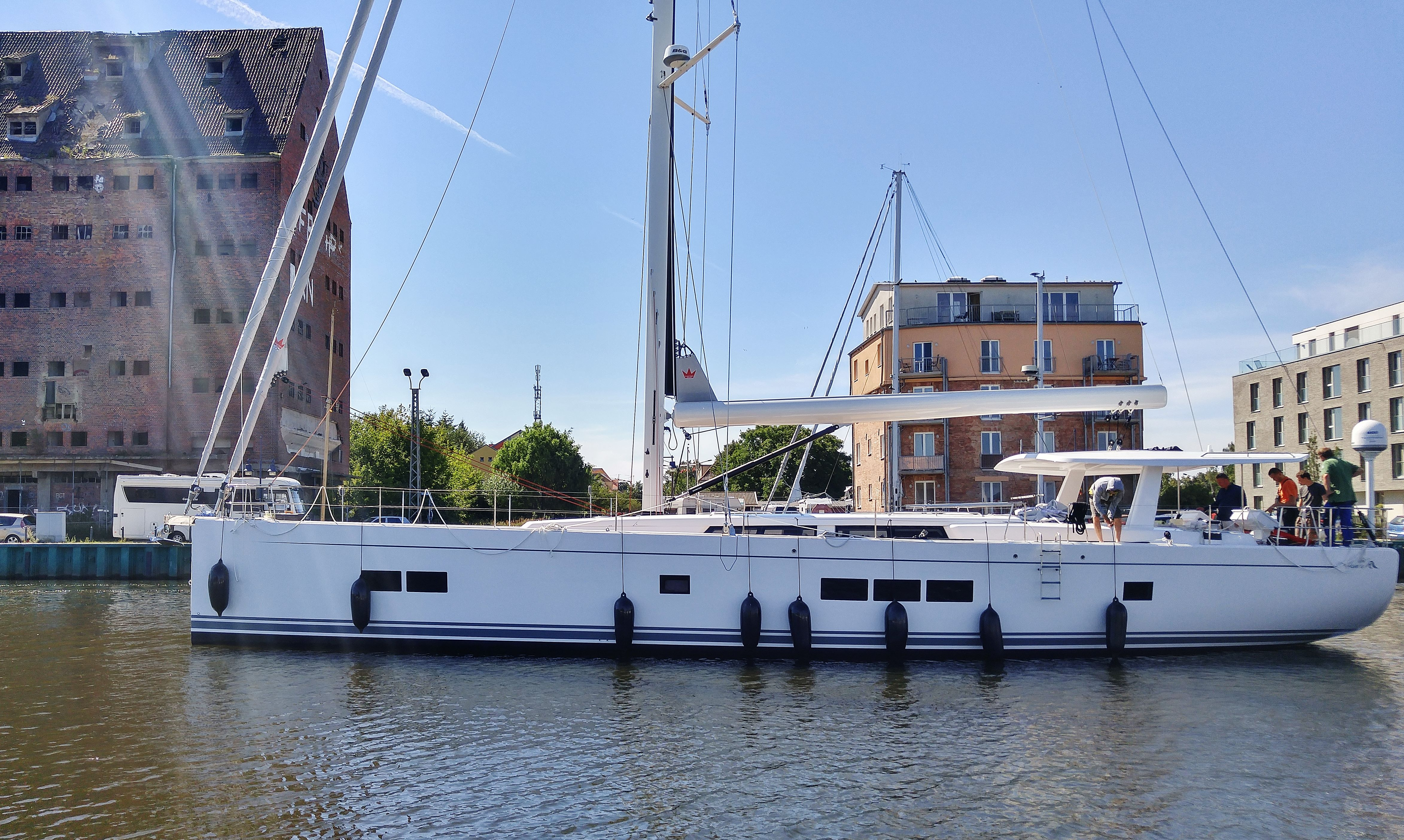
Hanse 675 (depuis 2016)

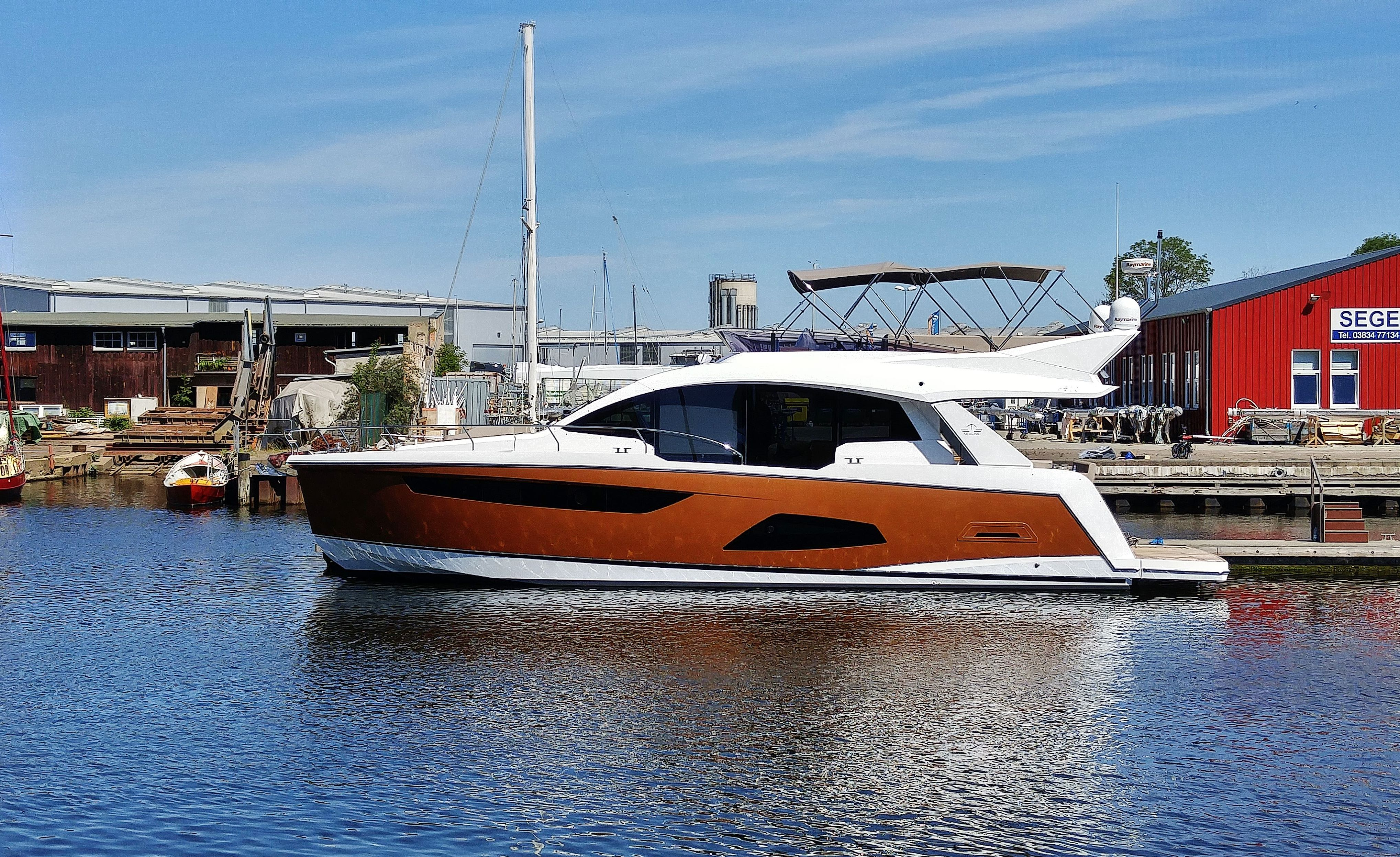
Sealine F530 (depuis 2016)

### Yachts à voile
| Model     | Launch | Model          | Launch | Model       | Launch |
| Hanse 315 | 2015   | Dehler 29      | 2010   | Moody 41 AC | 2009   |
| Hanse 348 | 2018   | Dehler 30 od 1 | 2019   | Moody 41 DS | 2020   |
| Hanse 388 | 2017   | Dehler 34      | 2016   | Moody 45 DS | 2008   |
| Hanse 418 | 2017   | Dehler 38 SQ   | 2020   | Moody 54 DS | 2014   |
| Hanse 460 | 2021   | Dehler 42      | 2016   |             |        |
| Hanse 510 | 2022   | Dehler 46 SQ   | 2022   |             |        |
| Hanse 548 | 2017   |                |        |             |        |
| Hanse 588 | 2016   |                |        |             |        |
| Hanse 675 | 2016   |                |        |             |        |
| Hanse 510 | 2022   |                |        |             |        |

1 one design class

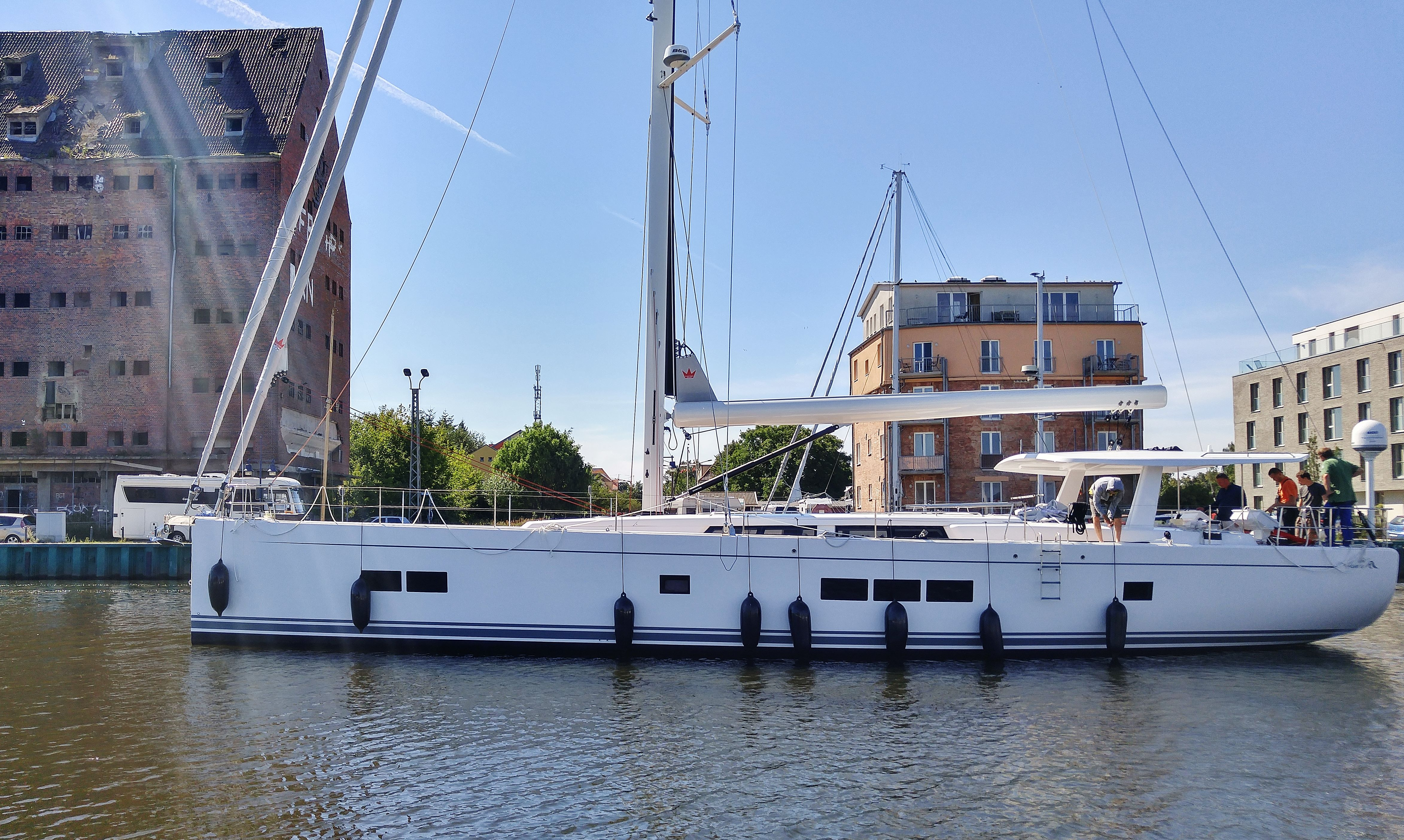
Hanse 675

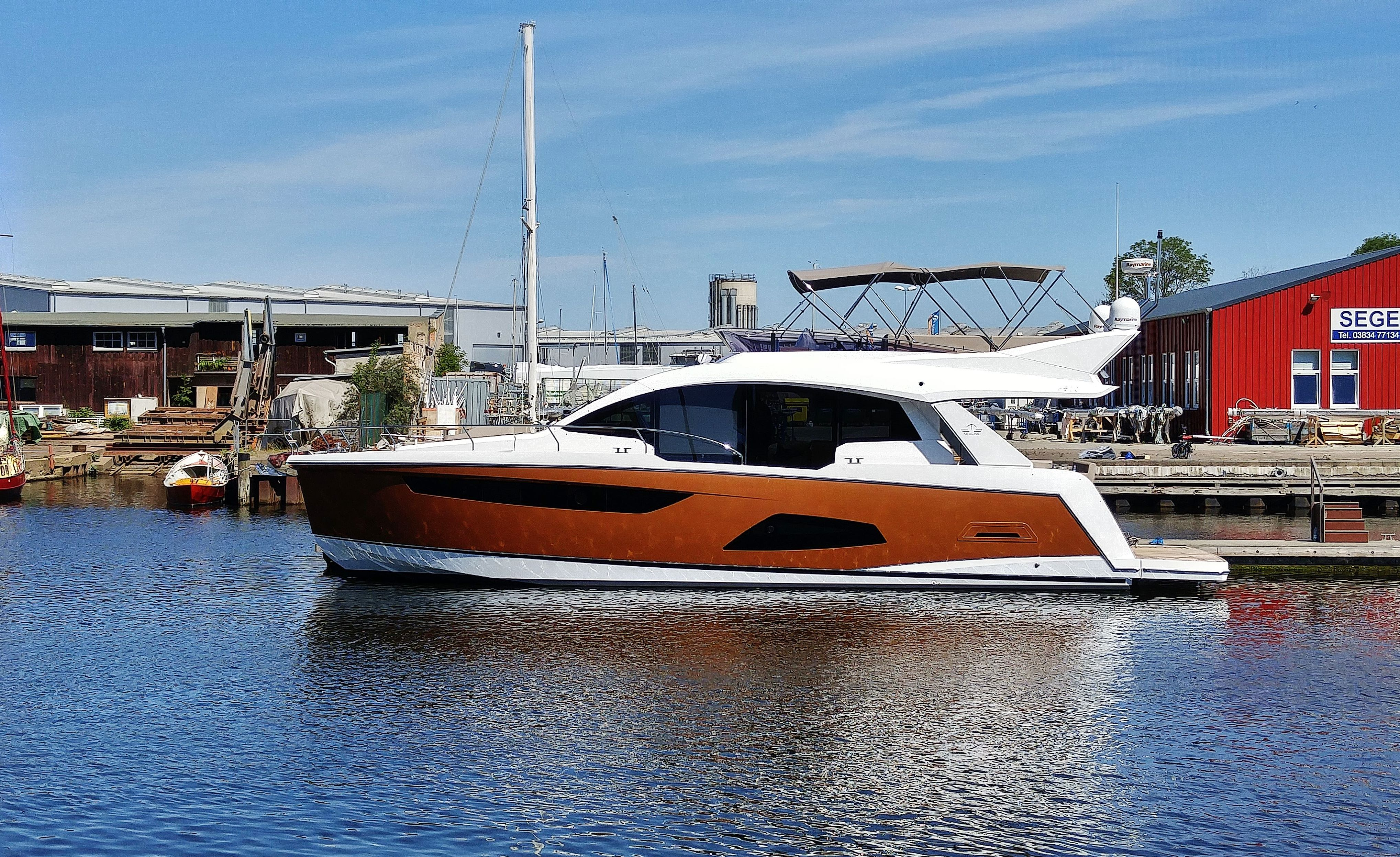
Sealine F530

Architectes navals: Berret-Racoupeau (Hanse), Judel/Vrolijk & Co (Hanse, Dehler), Bill Dixon (Moody)

### Yachts à moteur
| Model           | Launch | Model             | Launch | Model      | Launch |
| Sealine S335    | 2022   | Fjord 38 open     | 2019   | Ryck 280 1 | 2021   |
| Sealine S335v 1 | 2022   | Fjord 38 xpress 1 | 2018   |            |        |
| Sealine C335    | 2021   | Fjord 41 XL       | 2020   |            |        |
| Sealine C335v 1 | 2021   | Fjord 44 open     | 2018   |            |        |
| Sealine S390    | 2021   | Fjord 44 coupé    | 2018   |            |        |
| Sealine C390    | 2019   | Fjord 53 XL       | 2022   |            |        |
| Sealine C390v 1 | 2020   |                   |        |            |        |
| Sealine S430    | 2020   |                   |        |            |        |
| Sealine C430    | 2017   |                   |        |            |        |
| Sealine F430    | 2018   |                   |        |            |        |
| Sealine C530    | 2017   |                   |        |            |        |
| Sealine F530    | 2016   |                   |        |            |        |

1 Yacht avec moteurs hors-bord

Architectes navals: Patrick Banfield (Fjord), Bill Dixon (Sealine, Ryck)